# ریزمویچه
ریزمویچه‌ها یا میکروتریکس‌ها (انگلیسی: microtrix) (شکل جمع در انگلیسی: Microtriches) ساختارهایی روی سطح کرم‌های نواری هستند که باعث تک‌نیایی این گروه شده و در مطالعات سیستماتیک استفاده می‌شوند. ریزمویچه‌ها بین گروه‌های مختلف کرم نواری، مناطق مختلف بدن و مراحل رشد تنوع زیادی نشان می‌دهند و عموماً دارای دو شکل اصلی هستند: نوع بزرگتر spinithrix نامیده می‌شود و نوع کوچک و باریکتر filithrix نامیده می‌شود.